# Божо Янкович
Божо Янкович (сербохорв. Božo Janković, 22 травня 1951, Сараєво — 1 жовтня 1993, Котор) — югославський футболіст, що грав на позиції нападника. Виступав, зокрема, за клуби «Желєзнічар» та «Мідлсбро», а також національну збірну Югославії.

## Клубна кар'єра
Янкович виріс у Сараєво й розпочав займатися футболом у юнацькій команді «Желєзнічара». Пройшов усі щаблі молодіжної структури клубу, після чого у віці 17 років підписав професіональний контракт й у сезоні 1968/69 років дебютував у Першій лізі. У сезоні 1970/71 років разом з нападником «Хайдука» Петаром Надовезою став найкращим бомбардиром чемпіонату. Особливо яскраво зіграв Божо того сезону в виїзному поєдинку національного чемпіонату проти белградської «Црвени Звезди» на «Маракані», де він відзначився 4-ма голами й «Желєзнічар» переміг з рахунком 4:1. 
Провів 11 сезонів у «Желєзнічарі» (256 матчів у національному чемпіонаті, 96 голів). У лютому 1979 року перейшов до англійського «Мідлсбро». Протягом двох з половиною сезонів за англійців зіграв 42 матчі.Відзначився 16-а голами, а в сезоні 1980/81 років став найкращим бомбардиром клубу (12 голів). По завершенні сезону він здивував усіх рішенням завершити ігрову кар'єру й розпочати юридичну практику. Проте згодом Божо вирішив відкласти ці плани й у 1981 році підписав контракт з «Мецом». Цей клуб мав стати прекрасним завершенням його кар'єри.
Згодом повернувся до Сараєва, де розпочав власну юридичну практику. Також працював у керівництві «Желєзнічара». Після початку війни в Боснії і Герцеговини залишив місто. У жовтні 1993 року за природних обставин 42-річний Янкович помер у місті Котор.

## Виступи за збірну
1972 року дебютував в офіційних матчах у складі національної збірної Югославії. Протягом кар'єри у національній команді, яка тривала 1 рік, провів у формі головної команди країни 2 матчі.

## Досягнення

### Особисті
- Найкращий бомбардир Першої югославської ліги (1): 1970/71